# Hỗ Trợ
Huyện tự trị dân tộc Thổ-Hỗ Trợ (tiếng Trung: 互助土族自治县; bính âm: Hùzhù Tǔzú zìzhìxiàn) là một đơn vị hành chính của địa khu Hải Đông, tỉnh Thanh Hải, Trung Quốc. Huyện có diện tích là 3.321 km² với dân số xấp xỉ 370.000 người (2004). Huyện lị là trấn Uy Viễn (威远镇). Tu viện Chubsang Gompa (却藏寺 Khước Tạng Tự), nằm cách huyện lị 20 km về phía tây bắc.

### Trấn
| - Uy Viễn (威远镇) - Đan Ma (丹麻镇) - Cao Trại (高寨镇) - Nam Môn Hạp (南门峡镇) | - Gia Định (加定镇) - Sa Đường Xuyên (沙塘川镇) - Ngũ Thập (五十镇) - Ngũ Phong (五峰镇) |

### Hương
| - Đài Tử (台子乡) - Tây Sơn (西山乡) - Hồng Nhai Tử Câu (红崖子沟乡) - Cáp Lạp Trực Câu (哈拉直沟乡) - Đông Sơn (东山乡) | - Đông Hòa (东和乡) - Đông Câu (东沟乡) - Lâm Xuyên (林川乡) - Sái Gia Bảo (蔡家堡乡) |

### Hương dân tộc
- Hương dân tộc Tạng-Ba Trát (巴扎藏族乡)
- Hương dân tộc Tạng-Tùng Đa (松多藏族乡)